# 포베글리아

포베글리아(Poveglia)는 베네치아 섬으로부터 남쪽으로 약 5km가량 떨어진 지중해 연안에 자리 잡고 있다. 면적은 82,000m² (약 25,000평)가량의 작은 섬이다.

## 역사
포베글리아는 기원후 421년 파두아(*북부 이탈리아 도시)로부터 전염병을 피해 이주한 곳으로 처음 기록되었다.
포베글리아는 9세기 경부터 급격하게 인구가 증가했다. 그리하여 1379년 베니스가 제노바 함대의 공격을 받아 이탈리아의 중요한 거점 지역으로 인정되기까지 지속적으로 발전했다. 포베글리아 주민들은 인근 섬 주데카로 이주했고 베네치아 청부는 이 섬에 현재까지도 남아있는 옥타곤이라는 이름의 견고한 방어시설을 설치하였다.
포베글리아는 이후 사람이 거주하지 않는 섬으로 남아있다가, 1527년 베네딕트 수도원의 한 기관인 카말도레스에 양도되었으나, 양도를 거부했다.
1661년 원주민들의 후손들은 섬에 마을을 새로 건설해달라고 요구하였으나 그 또한 거부되었다.
1777년 포베글리아 섬은 공공보건회의의 사법부의 관리하에 편입되었고 베니스에서 배로 이동해 오는 모든 사람과 물건들은 검역을 받게 되었다.
1793년 두 척의 배에서 전염병이 발견되었고, 결과적으로 섬은 임시적으로 봉쇄되었다가 나폴레옹 정권에 의해 1805년 봉쇄가 풀렸다. 그 당시 포베글리아에 있던, 폐허가 된 낡은 교회인 산 비탈레의 오래된 종탑이 등대로 바뀌었다.
20세기들어 포베글리아는 다시금 고립된 섬이 되었으나 1922년 당시 존재하던 건물들은 베니스 퇴직자들의 은퇴후 거주건물로 바뀌었다. 1968년 은퇴자들의 그 건물들이 더 이상 기능을 할 수 없게 되었고, 섬은 그대로 방치되었다. 현재 섬은 이탈리아 주의 공공용지이다.

## 주민
최근에 섬에 대한 몇 가지 전설이 화제가 되었다. 전설에 따르면, 로마시대에 이 섬은 수 천명의 페스트 환자들이 희생된 장소였다. 또한 유럽 전역에 세 차례에 걸쳐 페스트가 유행했을 당시 감염자들을 효과적으로 분리시켜놓는 장소가 되었으며, 160,000명이 이 섬에서 죽어갔다. 하지만 사실은 1576년 페스트 환자들의 거주지로 사용된곳은 포베글리아가 아닌 라자레토라는 섬이다.
1922년 건립되었던 건물들을 둘러싼 또 다른 전설에 따르면, 이 건물들의 여러 가지 목적에는 정신병원의 기능이 포함되었다고 한다. 이곳에서 정신병원 의사들이 환자들에게 고문과 학살을 자행했고, 견디다 못한 환자들이 '미치기' 직전에 종탑에서 뛰어내리는 자살을 선택하게 했다고 한다. 그 장소 또한 오늘날까지 남아 있다.
1. ↑  Valente, Lana (2023년 8월 18일). “Poveglia: The Truth Behind The Most Haunted Island in Italy” (영어). 2024년 10월 22일에 확인함.
2. ↑  “Island of Poveglia in Venice” (영어). 2023년 8월 17일. 2024년 10월 22일에 확인함.
3. ↑  “Poveglia, the Plague-Island. Most haunted place in the world” (미국 영어). 2019년 4월 27일. 2024년 10월 22일에 확인함.
4. ↑  Leigh, Lex (2023년 3월 12일). “The Haunted Plague Island of Poveglia: A Dark and Twisted Past” (영어). 2024년 10월 22일에 확인함.